# The Sims 3 Stuff packs
The Sims 3 Stuff packs — незначні мінорні доповнення для відеогри 2009 року жанру симулятору життя «The Sims 3», які додають до базової гри новий одяг, меблі та об'єкти без нових функціональностей. Ці мінорні доповнення виходили у період між 2010 та 2013 роками.

## High-End Loft Stuff
The Sims 3: High-End Loft Stuff (HELS), або The Sims 3 Design and Hi-Tech Stuff в Європі — перше мінорне доповнення для гри The Sims 3, яке були випущено в США 2 лютого 2010. Доповнення містить висококласні меблі, такі електронні пристрої, як телевізори, ігрові консолі, комп'ютери, а також постмодерні дизайни книжних полиць, столів та стільців. Доповнення включає модний одяг, костюми витримувані у строгому стилі та вишуканий верхній одяг. Для відзначення 10-річчя The Sims було додано 3 об'єкта із The Sims та The Sims 2: вібро-ліжко у формі серця, електрогітара та акваріум. Речі із цього доповнення дещо дорожчі, якщо порівнювати об'єкти із наступних мінорних доповнень для The Sims 3.

## Fast Lane Stuff
The Sims 3: Fast Lane Stuff (FLS) — друге мінорне доповнення для гри The Sims 3, яке були випущено в США 7 вересня та 9-10 вересня 2010 в Європі. Перше офіційне анонсування відбулося 28 червня 2010. Доповнення фокусується на машинах на стилі життя сімів, які водять автівки. FLS включає 12 нових транспортних засобів, одяг та характеристику ентузіаст транспортних засобів. Це стало першим випадком, коли у мінорному доповнені було додано нову характеристику. Ентузіаст транспортних засобів дає можливість сіму мати стосунки зі своєю автівкою. Машина з'явиться у списку друзів сіма із цією характеристикою, і чим більше він буде водити цю машину, тим кращі будуть з нею стосунки. Зрештою сім зможе дати ім'я своїй автівці. Серед інших нововведень — нова радіостанція «рокабіллі».

## Outdoor Living Stuff
The Sims 3: Outdoor Living Stuff (OLS) — третє мінорне доповнення для гри The Sims 3, яке були випущено в США 1 лютого 2011. Перше офіційне анонсування відбулося 7 грудня 2010, хоча чутки про доповнення почали виникати ще у жовтні 2010. Доповнення фокусується на речах під відкритим небом, такі як вуличні меблі, вулична електроніка та вогнища і каміни. Доповнення вводить високофункціональні джакузі, в яких додали більше взаємодій. Було додано можливість готувати їжу на відкритому повітрі разом із новими плитами для вулиць. Всі об'єкти із доповнення поділені на дві категорії: Сад та тераси і Захід сонця і веранди. OLS став першим пакетом без ігрового мануала; всі пакети після цього замість мануала містили в собі 2-сторінкову інструкцію по установленню разом із серійним ключем.

## Town Life Stuff
The Sims 3: Town Life Stuff (TLS) — четверте мінорне доповнення для гри The Sims 3, яке були випущено в США 26 липня 2011. Перше офіційне анонсування відбулося 16 червня 2011. TLS додає нові місця зустрічі та громадські лоти, такі як ігрові площадки, бібліотеки та пральні самообслуговування. Пакет також включає нові асортименти об'єктів та одягу: 25 речей з одягу, 12 із яких для дорослих сімів-жінок (5 топів, 2 зачіски, 5 комплектів), 6 — для дорослих сімів-чоловіків (штани, зачіска, 4 топи), 4 — для дітей дівчат-сімів (топ, зачіска, штани та комплект), 3 — для дітей хлопчиків-сімів (топ, зачіска, штани). У пакеті містяться перероблені лоти Scrumptious Nibbles Cafe та Fresh and Frozen Express Grocer із новим дизайном. Також відтепер можна записувати дітей у школи для підготовки у коледж. Із нових об'єктів для громадських лотів присутні гімнастичні зали, ковзанки та пісочниці для дітей. Існують нові заготовлені громадські лоти, такі як Mr. Crunches Fitness Gym, Sudsy Time Laundromat, Ray of Sunshine Park та Noble Tome Library. Присутня велика кількість речей для бібліотек та парків. На відміну від інших мінорних доповнень, Town Life Stuff включає нові об'єкти, які первинно були додані у великих доповненнях: гімнастичні зали та пісочниці були введені у Generations, а пральні, сушильні та великі плетенні кошики — у Ambitions.

## Master Suite Stuff
The Sims 3: Master Suite Stuff (MSS) — п'яте мінорне доповнення для гри The Sims 3, яке були випущено в США 24 січня та 27 січня 2012 в Європі. Чутки про доповнення почали ходити у липні 2011, а перше офіційне анонсування від Electronic Arts відбулося 10 листопада 2011. Більшість об'єктів із доповнення є дорожчими, ніж речі з інших мінорних доповнень. Переважна кількість нових об'єктів для спалень та ванних кімнат: додані нові ліжка, шафи, ванни, туалети. Також присутні нові декорації, такі як вази, свічки та пелюстки троянд. Серед одягу додано переважно наряди для сну, такі як спідня білизна та халати.

## Katy Perry's Sweet Treats
The Sims 3: Katy Perry's Sweet Treats (KPST) — шосте мінорне доповнення для гри The Sims 3, яке були випущено в США та Європі 5 червня 2012. Речі із пакету включають меблі, одяг та зачіски натхненні від стилю співачки Кеті Перрі. Серед меблів та декорацій присутні бананові дивани та деревця із бавовняних цукерок; серед громадських лотів — басейн, парк та місце зустрічі, які задекоровані уявними речами тематики Перрі. У грі додана версія сингла Перрі «Last Friday Night (T.G.I.F.)» на мові сімліш. Майже все доповнення сфокусоване на тематиці Перрі та значно відрізняється від інших доповнень; у назві на обкладинці було прибрано слова «Stuff Pack», а ціна мінорного доповнення була на $10 більшою, ніж ціни на попередні пакети.
15 липня 2013 менеджер зв'язку EA підтвердив, що KPST був знятий із продажу і більше не буде доступним на Origin. Таким чином EA більше не буде постачати фізичні чи цифрові примірники Katy Perry's Sweet Treats.

## Diesel Stuff
The Sims 3: Diesel Stuff (DS) — сьоме мінорне доповнення для гри The Sims 3, яке були випущено в США 10 липня 2012. Пакет фокусується на речах італійського бренду Diesel, який виграв опитування «Що ми маємо побачити в наступному мінорному доповнені?» на TheSims3.com. Це доповнення є другим найменшим пакетом після Fast Lane Stuff, оскільки додає лише декілька об'єктів та певний одяг, переважно чоловічий. Це перше доповнення, яке не додає жодної зачіски.

## 70s, 80s, & 90s Stuff
The Sims 3: 70s, 80s, & 90s Stuff — восьме мінорне доповнення для гри The Sims 3, яке були випущено в США 22 січня 2013. Пакет містить речі із 1970-х, 1980-х та 1990-х, включаючи різний одяг та зачіски разом із такими речами, як телевізори, бумбокси та диско-шари.

## Movie Stuff
The Sims 3: Movie Stuff — дев'яте та фінальне мінорне доповнення для гри The Sims 3, яке були випущено в США 10 вересня 2013. Доповнення було анонсоване під час живої трансляції 8 січня 2013, в якій оголошувалися всі доповнення та пакети, котрі будуть випущені EA в 2013. Доповнення сфокусоване на одязі та декораціях із канонічних фільмів. У пакеті присутні три категорії: герої/злодії із коміксів, готичний жах та Дикий Захід.